# Alistamiento
Alistamiento refiere a la acción de alistar o reclutar hombres para el ejército.
- es «voluntario» cuando el alistado toma libremente las armas;
- y es «forzoso» si el recluta es obligado por la ley.

Los vasallos de los príncipes y ricos-hombres formaban en otro tiempo los ejércitos, pero se retiraban a sus hogares en cuanto concluían el objeto de la reunión. La recluta se hizo después por medio de la leva pero pasada la Edad Media, las ventajas que lograba el soldado hacían que se considerase esta profesión como la única que daba entrada a los honores; de aquí provino que desapareciesen los alistamientos forzados. 